# Савахлунто
Савахлунто (индон. Sawahlunto) — город в Индонезии, входит в состав провинции Западная Суматра. Территория города выделена в самостоятельную административную единицу — муниципалитет. В 2015 г. индонезийское правительство подало заявку на включение города в список объектов всемирного наследия  ЮНЕСКО как старейшего города Юго-Восточной Азии, где была организована добыча каменного угля.

## История
Город был основан в 1888 году голландцами. Возникновению города способствовало открытие в этом районе крупного месторождения каменного угля.

## Географическое положение
Город находится в центральной части провинции, на западе острова Суматра, в гористой местности хребта Барисан. Абсолютная высота — 256 метров над уровнем моря.

Савахлунто расположен на расстоянии приблизительно 50 километров к востоку-северо-востоку (ENE) от Паданга, административного центра провинции.

## Административное деление
Территория муниципалитета Савахлунто административно подразделяется на четыре района (kecamatan), которые в свою очередь делятся на 10 сельских поселений (kelurahan). Общая площадь муниципалитета — 273,45 км².

## Население
По данным официальной переписи 2010 года, население составляло 35 464 человек.
Динамика численности населения города по годам:
| 2005   | 2010   | 2012   |
| ------ | ------ | ------ |
| 29 230 | 35 464 | 36 101 |

В национальном составе преобладают представители народности минангкабау и яванцы, также представлены китайцы и батаки.

## Транспорт
Ближайший крупный аэропорт расположен в городе Паданг.

## Достопримечательности
- Музей железнодорожного транспорта

## Культурная жизнь
С 2017 г. проводится ежегодный Международный поэтический фестиваль Савахлунто (Sawahlunto Poetry Reading Festival).

## Известные уроженцы
- Мохаммад Ямин (1903—1962) — индонезийский поэт, политический и государственный деятель, национальный герой Индонезии.